# العلاقات الصربية الفلسطينية
العلاقات الصربية الفلسطينية هي علاقات خارجية بين دولة فلسطين وجمهورية صربيا. كانت العلاقات بين صربيا وفلسطين قريبة جدا وودية. على الرغم من أن صربيا استأنفت العلاقات مع إسرائيل في عام 1991، فإن علاقاتها مع فلسطين تظل ممتازة. في عام 2020، وافقت صربيا على افتتاح سفارة لها في مدينة القدس.

## علاقات تاريخية
أقامت جمهورية يوغوسلافيا الاتحادية الاشتراكية برئاسة جوزيف بروز تيتو علاقات دبلوماسية مع إسرائيل في عام 1948. بعد حرب الأيام الستة في عام 1967، قطعت جمهورية يوغوسلافيا الاتحادية الاشتراكية جميع العلاقات الدبلوماسية مع إسرائيل واستعيدت فقط عام 1991. دعم تيتو بقوة ياسر عرفات ومنظمة التحرير الفلسطينية. كان ياسر عرفات واحداً من كبار الشخصيات الذين زاروا بلغراد بعد وفاة تيتو في 8 مايو 1980. وقد اعترفت يوغوسلافيا بدولة فلسطين في 16 نوفمبر 1988 وأقامت علاقات دبلوماسية كاملة معها في عام 1989. خلال الحروب اليوغوسلافية في تسعينات القرن الماضي، اعترفت فلسطين بجمهورية يوغوسلافيا الاتحادية (صربيا والجبل الأسود بعدها) وجميع الجمهوريات اليوغوسلافية السابقة.
في نهاية عام 1999، وفي الوقت الذي كانت فيه الحكومة الصربية معزولة على نحو متزايد على المستوى الدولي بسبب تصرفاتها في الحروب اليوغسلافية، دعت السلطة الفلسطينية الرئيس الصربي سلوبودان ميلوسيفيتش للاحتفال بعيد الميلاد الأرثوذكسي في مدينة بيت لحم بالضفة الغربية. في غضون ذلك، هددت إسرائيل بتسليم الرئيس ميلوسيفيتش إلى المحكمة الجنائية الدولية إذا تجاوز الحدود التي تسيطر عليها إسرائيل. في النهاية، لم يشارك ميلوسيفيتش في الاحتفالات.
في تطور ملحوظ في العلاقات الثنائية، امتنعت صربيا عن تأييد سبعة قرارات متتالية للجمعية العامة للأمم المتحدة تتعلق ب‍القضية الفلسطينية، صدرت في 4 نوفمبر 2020 بعد وقت قصير من إبرام الاتفاق الاقتصادي بين كوسوفو وصربيا في أوائل سبتمبر.

## المعارضة لاستقلال كوسوفو
تعارض فلسطين بشدة استقلال كوسوفو. في فبراير 2008، اختلف اثنان من كبار المسؤولين الفلسطينيين الذين يمثلون حكومة محمود عباس في الضفة الغربية، والذين هم أيضاً جزء من فريق التفاوض مع إسرائيل، حول ما أوحته الأحداث في كوسوفو لفلسطين. وقال ياسر عبد ربه: «إذا لم تسير الأمور في اتجاه مفاوضات متواصلة وجادة، فيجب أن نأخذ الخطوة ونعلن استقلالنا من جانب واحد. كوسوفو ليست أفضل منا. نحن نستحق الاستقلال حتى قبل كوسوفو، ونطلب دعم الولايات المتحدة والاتحاد الأوروبي لاستقلالنا». ورد صائب عريقات بأن منظمة التحرير الفلسطينية قد أعلنت استقلالها في عام 1988. «نحن الآن بحاجة إلى استقلال حقيقي، وليس تصريحًا»، قال عريقات «نحن بحاجة إلى الاستقلال الحقيقي بإنهاء الاحتلال. نحن لسنا كوسوفو. نحن تحت الاحتلال الإسرائيلي وللاستقلال، يجب أن نحصل على الاستقلال».

بعد زيارة دولة لصربيا في يوليو 2009، قال الرئيس محمود عباس، في اجتماع مع الرئيس الصربي بوريس تاديتش، خلال مناقشة حول الوضع في الشرق الأوسط وكوسوفو: "نحن نبحث عن طريقة لحل هذه المشاكل بطريقة سلمية، واحترام القانون الدولي، ولا يمكننا فرض حلول أو قبول حلول مفروضة، لذا يتعين علينا التفاوض. في سبتمبر 2011، خلال اجتماع وزراء خارجية قمة حركة عدم الانحياز في بلغراد، قال السفير الفلسطيني لدى الأمم المتحدة رياض منصور إن فلسطين "احتلال أجنبي نموذجي لا يمكن مقارنته بمسألة كوسوفو "، كما أكد القانون الدولي والأمم المتحدة.
في عام 2014، قال السفير الفلسطيني في صربيا، محمد نبهان، إن «كوسوفو كانت دومًا جزءًا من صربيا»، وأنه على النقيض من إسرائيل في الأراضي الفلسطينية، فإن صربيا «لم تحتل كوسوفو أبدًا»، وأن «العرب أيدوا دائمًا صربيا وما زالوا يفعلون ذلك».

## حرب غزة وعواقبها
خلال حرب غزة 2008–2009، قال وزير الخارجية فوك يريميتش: "ننضم إلى صوت العالم كله، الذي يدين العنف في غزة، ونطالب بإنهاء الهجمات الصاروخية ضد إسرائيل. والهجمات الإسرائيلية على قطاع غزة ". وأصدرت وزارة الخارجية بيانا قالت فيه: "إن وزارة الخارجية في جمهورية صربيا تدين الهجمات في قطاع غزة وتدعو إلى تهدئة الأعمال العسكرية التي يُقتل فيها مدنيون أبرياء". ترحب جمهورية صربيا بقرار مجلس الأمن الدولي وتنضم إلى بقية العالم في إدانة العنف في الشرق الأوسط. إن جمهورية صربيا ملتزمة بحل جميع الصراعات بالطرق السلمية وتدعو الجانبين إلى إنهاء الهجمات التي تسبب كارثة إنسانية". قبل رئيس الجمعية الوطنية سلافيكا جوكيتش ديانوفيتش اقتراحا من رئيس البرلمان اليوناني لعقد مؤتمر إقليمي يهدف إلى إنهاء تصاعد العنف في الشرق الأوسط. بعد التوغل في أسطول غزة في 31 مايو 2010، أدانت وزارة الخارجية الصربية الاستخدام المفرط للقوة، والذي تسبب في مقتل مدنيين أبرياء. كما أيدت دعوة مجلس الأمن الدولي لإجراء تحقيق فوري ونزيه في الحادث. كانت صربيا في 23 يونيو 2010 خلال اجتماع قمة لدول البلقان في إسطنبول إحدى الدول التي أدانت بشدة الهجوم الإسرائيلي على قافلة المساعدات وخسائر الأرواح البشرية. في أكتوبر 2011، صوتت صربيا للاعتراف بفلسطين باعتبارها العضو 195 في اليونسكو، ضد إرادة إسرائيل. صرحت بلغراد بأنها لن تعارض أي قرار يعترف بالسيادة الفلسطينية إذا تم تقديم أحدها إلى الجمعية العامة للأمم المتحدة. في 29 نوفمبر / تشرين الثاني 2012، حافظت صربيا على هذه الوعود، وصوتت للترحيب بفلسطين كعضو جديد في الأمم المتحدة، وصوتت لصالح قرار الجمعية العامة للأمم المتحدة 67/19. لقد جعل هذا القرار فلسطين دولة مراقبة غير عضو، تمامًا مثل الفاتيكان.
```
خلال الصراع بين إسرائيل وقطاع غزة في عام 2014، قال رئيس الوزراء الصربي ألكسندر فوتشيتش أن صربيا تحترم حق إسرائيل في الوجود والحياة السلمية لمواطنيها، وأعرب عن أمله في أن يتم حل الوضع بشكل سلمي وأن تعود الحياة اليومية إلى طبيعتها.
[
18
]
```

## التمثيل الدبلوماسي
في 25 يوليو 2023، سلّم محمد النمورة أوراق اعتماده سفيرًا مفوضًا فوق العادة لدولة فلسطين لدى صربيا إلى رئيس الجمهورية ألكسندر فوتشيتش.